# Нагорский, Игорь Станиславович
Игорь Станиславович Нагорский (бел. Ігар Станіслававіч Нагорскі; 1931—2006) — советский и белорусский учёный в области автоматизации и механизации сельского хозяйства, доктор технических наук (1978), профессор (1980), академик ВАСХНИЛ (1991) и НАНБ (2003). Академик-секретарь Отделения механизации и энергетики Национальной академии наук Беларуси (1992—1998).

## Биография
Родился 18 февраля 1931 года в Бобруйске Могилевской области, Белорусской ССР.
С 1948 по 1953 год обучался на факультете механизации Белорусской сельскохозяйственной академии, который окончил с отличием. С 1953 по 1956 год обучался в аспирантуре Института торфа АН Белорусской ССР.
С 1956 по 1961 год на научной работе в Институте торфа АН Белорусской ССР в качестве старшего инженера, младшего и старшего научного сотрудника. С 1961 по 2008 год на научно-исследовательской работе в ЦНИИ механизации и электрификации сельского хозяйства (с 1994 года — Белорусский НИИ механизации сельского хозяйства) в должностях: старший научный сотрудник, с 1964 по 1980 год — заведующий лаборатории и отдела технологических проблем животноводства, с 1980 по 1983 год — заместитель директора этого НИИ по научной работе, с 1983 по 1998 год директор этого НИИ, с 1998 по 1999 год — главный научный сотрудник и с 1999 по 2008 год — советник директора этого НИИ.
Одновременно с основной деятельности с 1984 по 1998 год был организатором и первым руководителем научно-производственного объединения «Белсельхозмеханизация». С 1992 по 1998 год являлся — академиком-секретарём Отделения механизации и энергетики Национальной академии наук Беларуси.

### Научно-педагогическая деятельность и вклад в науку
Основная научно-педагогическая деятельность И. С. Нагорского была связана с вопросами в области вопросов автоматизации, технологии и средств механизации сельского хозяйства, занимался исследованиями в области экспериментально-теоретического анализа оптимизации и эффективности функционирования методами математического моделирования параметров сельскохозяйственных машин на стадии проектирования этих машин. Под руководством И. С. Нагорского создавались новейшие сельскохозяйственные машины нового поколения, которые обеспечивали высокую степень сбережения ресурсов при производстве сельскохозяйственной продукции.
В 1956 году защитил кандидатскую диссертацию по теме: «Исследование работы отвала бульдозера при добыче торфа на удобрение», в 1977 году защитил докторскую диссертацию на соискание учёной степени доктор технических наук по теме: «Нестационарные процессы динамики сельскохозяйственных машин». В 1980 году ВАК СССР ему было присвоено учёное звание профессор. В 1988 году он был избран член-корреспондентом, а в 1991 году — действительным членом ВАСХНИЛ. В 1992 году был избран действительным членом Академии аграрных наук Республики Беларусь, в 2003 году — действительным членом Академии наук Белоруссии. И. С. Нагорским было написано более четырёхсот двадцати научных работ в том числе восемнадцать учебников и более шестидесяти свидетельств на изобретения.

## Основные труды
- Исследование работы отвала бульдозера при добыче торфа на удобрение. — Минск, 1956. — 169 с.
- Оптимизация сложных систем механизированного сельскохозяйственного производства. — Минск: 1976. — 217 с.
- Нестационарные процессы динамики сельскохозяйственных машин. — Минск, 1977. — 368 с.
- Моделирование систем управления сельскохозяйственных машин : вопросы сельскохозяйственной. механики / И. С. Нагорский, Л. Ф. Ханко, Е. И. Агибалов и др.; ЦНИИ механизации и электрификации сельского хозяйства Нечернозёмной зоны СССР. — Минск : Ураджай, 1981. — 171 с.
- Моделирование сельскохозяйственных агрегатов и их систем управления / А. Б. Лурье, И. С. Нагорский, В. Г. Озеров и др.; под ред. А. Б. Лурье. — Ленинград : Колос. Ленингр. отд-ние, 1979. — 312 с.
- Автоматизация механизированных процессов в растениеводстве : учебное пособия для факультетов повышения квалификации руководящих кадров и специалистов сельского хозяйства / Н. И. Бохан, И. С. Нагорский. — Москва : Колос, 1982. — 176 с.
- Методы моделирования автоматизированных сельскохозяйственных агрегатов : учебное пособие для сельскохозяйственных вузов / Н. И. Бохан, И. С. Нагорский ; Белорусская с.-х. акад. — Горки : БСХА, 1987. — 70 с.
- Применение цифровых вычислительных машин для моделирования сельскохозяйственных агрегатов : учебное пособие для студентов сельхозвузов / И. С. Нагорский, Е. И. Агибалов, Н. И. Бохан ; Белорусская сельскохозяйственная академия. — Горки : БСХА, 1990. — 67 с[4]

## Награды
- Орден Трудового Красного Знамени (1979)
- Почётная грамота Президиума Верховного Совета БССР (1977)[1][2][3]